# Ruka Norimatsu
Ruka Norimatsu (乗松 瑠華 Norimatsu Ruka?,  nacida el 30 de enero de 1996 en Saitama) es una futbolista japonesa. Juega como defensa y su equipo actual es el Omiya Ardija Ventus de la WE League.
Debutó por la selección de Japón en 2014, y volvió a ser seleccionada en 2021. Formó parte del plantel que ganó la Copa Asiática Femenina de la AFC de 2014 y disputó la Copa Asiática Femenina de la AFC de 2022.

## Selección nacional

### Participaciones en Copa Asiática
| Copa                                     | Sede    | Resultado |
| ---------------------------------------- | ------- | --------- |
| Copa Asiática Femenina de la AFC de 2014 | Vietnam | Campeón   |
| Copa Asiática Femenina de la AFC de 2022 | India   | Semifinal |

### Participaciones como juvenil
| Copa                                           | Sede               | Resultado        |
| ---------------------------------------------- | ------------------ | ---------------- |
| Campeonato Femenino Sub-16 de la AFC de 2011   | China              | Campeón          |
| Copa Mundial Femenina de Fútbol Sub-17 de 2012 | Azerbaiyán         | Cuartos de final |
| Campeonato Sub-19 femenino de la AFC de 2015   | China              | Campeón          |
| Copa Mundial Femenina de Fútbol Sub-20 de 2016 | Papúa Nueva Guinea | Tercer lugar     |

## Clubes
| Club                | País  | Año           |
| ------------------- | ----- | ------------- |
| Urawa Reds          | Japón | 2014-2021     |
| Omiya Ardija Ventus | Japón | 2021-presente |

## Palmarés

### Títulos nacionales
| Título           | Club       | País  | Año  |
| ---------------- | ---------- | ----- | ---- |
| Nadeshiko League | Urawa Reds | Japón | 2014 |
| Nadeshiko League | Urawa Reds | Japón | 2020 |

### Títulos internacionales
| Título                           | Club               | País    | Año  |
| -------------------------------- | ------------------ | ------- | ---- |
| Copa Asiática Femenina de la AFC | Selección de Japón | Vietnam | 2014 |